# 미사오촌
미사오촌(三櫂村)은 일본 오카야마현 조토군에 설치되었던 촌이다. 현재의 오카야마시 나카구의 일부에 해당한다.

## 역사
- 1889년 6월 1일 - 정촌제 시행에 의해 조토군 미사오촌이 성립하였다.
- 1899년 8월 1일 - 오카야마시에 편입해 폐지되었다.